# Mark Chironna
Marcos Chironna (nacido el 31 de julio de 1954 en Brooklyn, Nueva York) es un evangelista y escritor estadounidense. 
También es el fundador de la Iglesia Toque del Maestro Internacional en el área de Orlando, Florida, donde también se desempeña como pastor.

## Primeros años y educación
Es hijo de Frank y Chironna Alba, Chironna también pasó sus primeros años de crecimiento en el Ridgeway, Nueva Jersey y Staten Island, Nueva York. Dr. Chironna tiene varios títulos superiores en teología y psicología. Él y su esposa Ruth son los 
orgullosos padres de dos hijos, Matthew y Daniel.

## Libros
- Paso a paso hacia la grandeza(de bolsillo), ISBN 978-0884195672, Creación Editorial, 2000.
- LaEliseo principio, (audiolibro) El destino de la imagen, ISBN 978-1560430063, diciembre de 1989.
- El Poder de la Pasión Intención:El Principio de Eliseo, (de bolsillo) El destino de la imagen, ISBN 978-0768431568 de febrero de 2010.
- El Cristo desconocido(de bolsillo), imágenes de Destino, ISBN 978-1560493808, jul.1992.
- Señor Stand By Me(audiolibro), destino de la imagen, ISBN 978-1560439264, mayo de 1992.
- Ha roto los límites de laposible (de bolsillo), Whitaker House, ISBN 978-0883683118, de 1996.
- Carros de fuego(audiolibro), destino de la imagen, ISBN 978-1560439288, mayo de 1992.
- La Comunidad delHijo (audiolibro), ISBN # desde 978 hasta 1560439240, el destino de la imagen, mayo de 1992.
- LaDimensión Interna, ISBN 978-0914903246, imágenes de destino de diciembre de 1987.
- LaCristo Unlmited, Imagen Destino, ISBN 978-1560439189, mayo de 1992.
- Mi nombre es Legión(audiolibro), El destino de la imagen, ISBN 978-1560439172, Primera edición, mayo de 1992.
- Vive Tu Sueño: Planificación para el éxito(de bolsillo), ISBN 978-0768431025, el destino de la imagen, septiembre de 2009.
- Tú Te Vayas Ahora: Está bien ser quien eres(Paperback), ISBN 0785262334, de la imagen destino, noviembre de 2009.
- Siete ClavesAdesbloqueo del Destino, ISBN 978-0768432060, de la imagen destino, julio de 2010.
- Más allá de la sombra de la duda superar las dudas que oculta el sabotaje de su fe (rústica), ISBN 978-0884197317, Carisma Casa, 1 ª edición edición, febrero de 2001.
- Último Visitación(de bolsillo), el destino de la imagen, ISBN 978-0768422238, 2004.